# Boffa (Guinée)
Pour les articles homonymes, voir Boffa.
 (mai 2020).
Si vous disposez d'ouvrages ou d'articles de référence ou si vous connaissez des sites web de qualité traitant du thème abordé ici, merci de compléter l'article en donnant les références utiles à sa vérifiabilité et en les liant à la section « Notes et références ».
Boffa  est une ville de Guinée, chef-lieu de la préfecture homonyme.

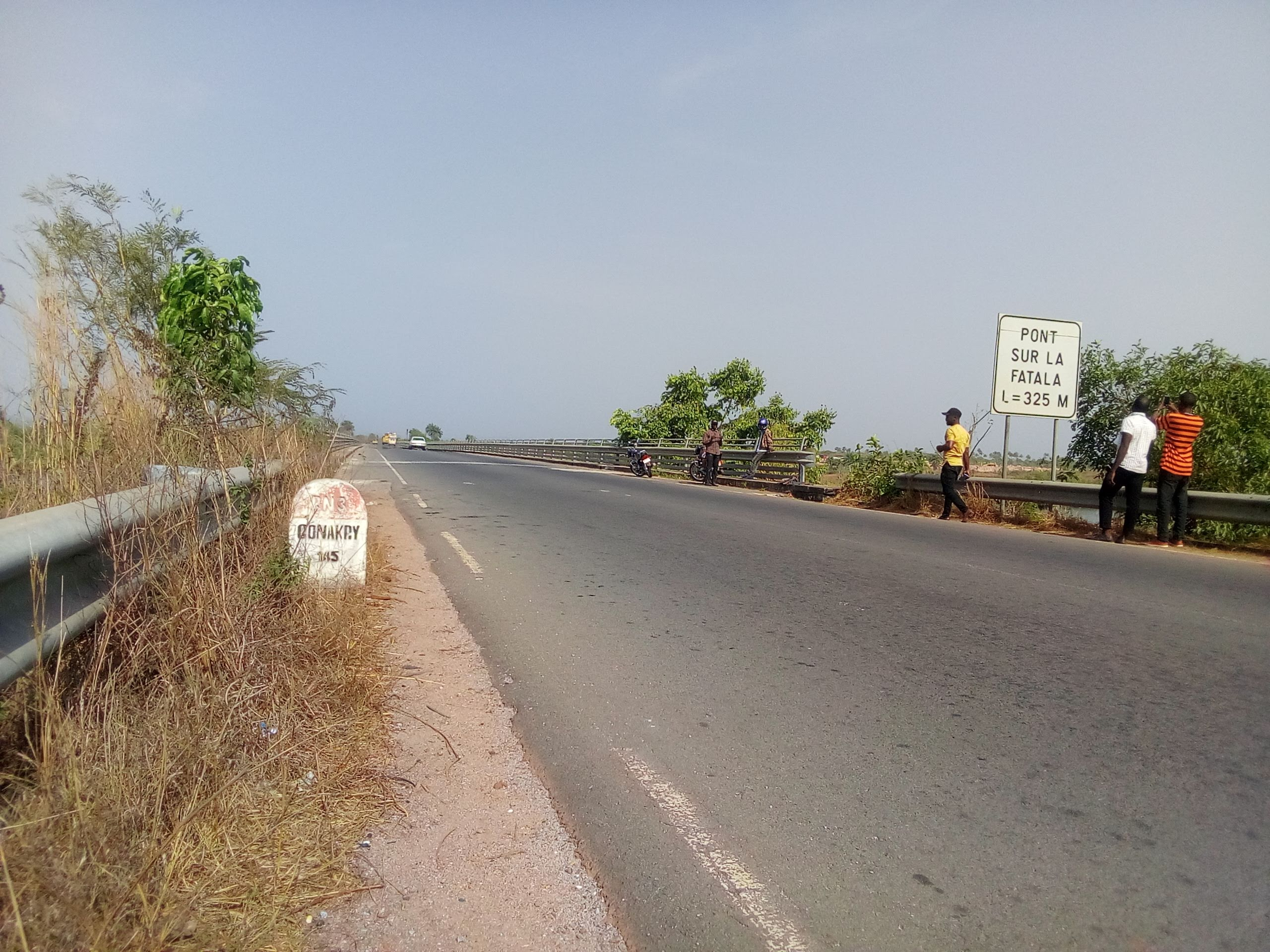
Pont sur le Fatala.

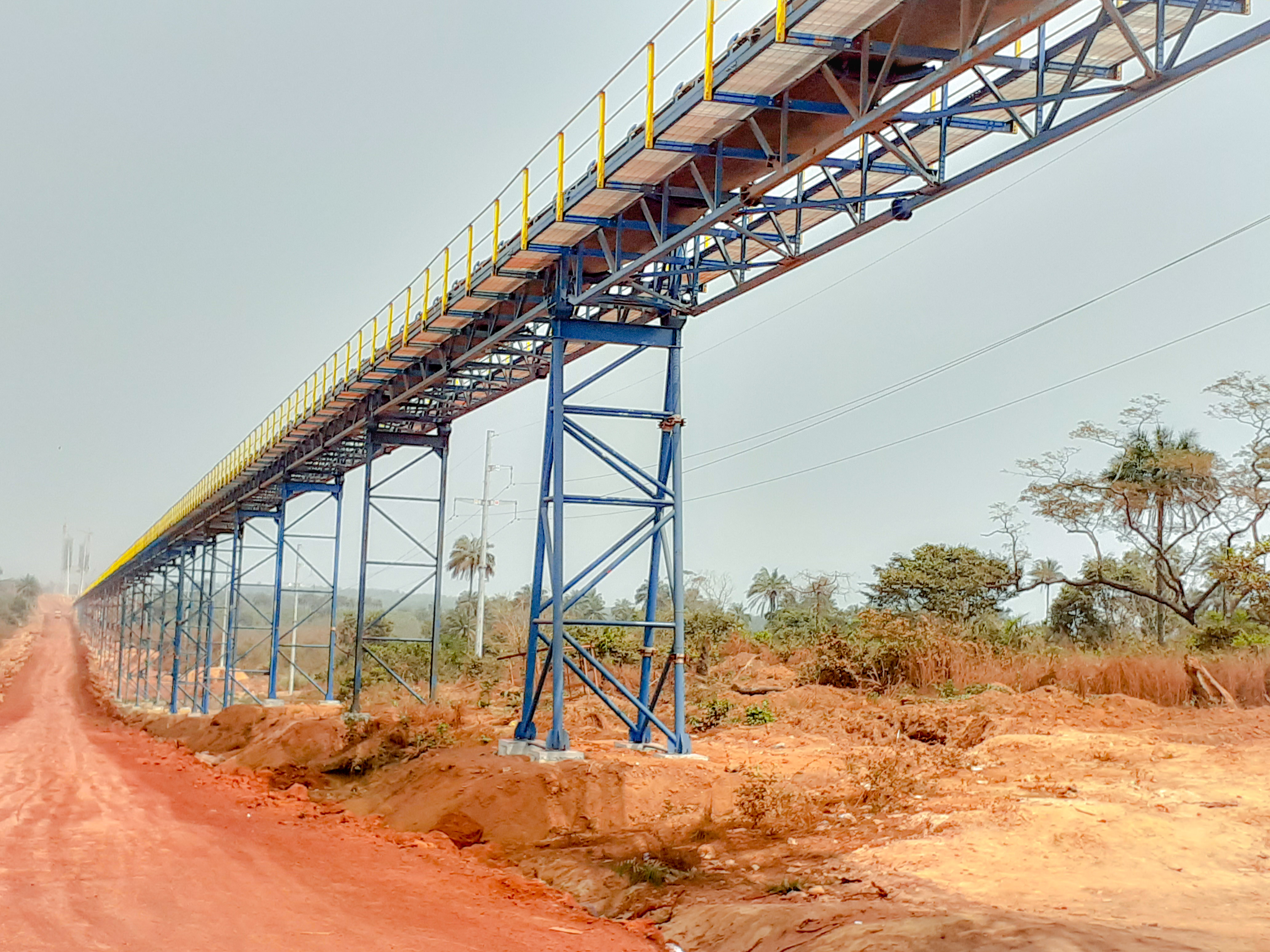
Transport de bauxite.

## Situation
La commune urbaine de Boffa  se trouve en Guinée-Maritime, et a une superficie de 686 km² (10°10′N, 14°02′W). Distante de 150 kilomètres de la capitale guinéenne, Conakry,

## Population
Boffa compte près de 30 000 habitants en 2007 (contre 9,100 km² et plus de 165 000 personnes pour l'ensemble de la Préfecture). Elle se situe le long de l'océan atlantique sur un axe Conakry-Boké et est traversée par le fleuve Fatala.

## Urbanisme
La commune urbaine de Boffa a la spécificité de compter sur son territoire de nombreuses îles de Mangrove ou vivent une population spécialisée notamment dans la pêche. Ces îles s’appellent Marara, Dobiret, Sakama, Tobiry et Dary.
Depuis le 25 mai 2004, un pont de 125 m enjambe ce fleuve, ce qui a changé considérablement la physionomie de la ville. En effet, la présence d'un bac auparavant permettait aux boffakas d'avoir un certain nombre d'activités liées à la traversée (commerce, hébergement et restauration). Le pont n'oblige plus les voyageurs à s'arrêter à Boffa et cette dernière n'est donc plus une ville de passage.
Une nouvelle dynamique est à trouver afin de redynamiser la ville, notamment par le retour à des activités liées à la pêche, à l'agriculture, au commerce et à l'artisanat. Ceci étant dit, la présence depuis 1992 de Charente-Maritime Coopération (une coopération décentralisée appuyant les collectivités locales de la Préfecture de Boffa dont la Commune Urbaine) ainsi que la venue de nouveaux acteurs économiques liées au secteur des mines (exploitation de la bauxite) autorisent à penser que le développement de la ville est en bonne voie, aussi bien par les projets de solidarité internationale que par les activités économiques d'entrepreneurs nationaux ou internationaux, toujours friands en main d'œuvre.
En 2016, la nouvelle gare routière de Boffa a été inaugurée. Cette gare routière financée conjointement par la commune urbaine de Boffa, Charente-Maritime Coopération et le Fonds d’Équipement des Nations unies permet le développement d'un nouveau pôle économique sur la Route Nationale 3.
La zone de pêche du Rio Pongo et de son estuaire est l’une des zones les plus poissonneuses de la Guinée. La pêche artisanale constitue une des principales activités de subsistance pour les populations côtières. Consciente de ce potentiel, la Commune Urbaine de Boffa, assistée par Charente-Maritime Coopération, a engagé en 2019 le Projet de Développement Durable de la Pêche Artisanale à Boffa-Centre et Walia. Ce projet est financé par l’Agence Française de Développement, cofinancé par le Fonds d'Équipement des Nations unies, l'Agence de l'Eau Loire-Bretagne et plusieurs partenaires privés. Il vise à accroître l’indépendance alimentaire des habitants de la Commune Urbaine de Boffa (CUB) par la création et la rénovation d’infrastructures marchandes structurantes pour la filière pêche artisanale. Le Président Alpha Condé s'est rendu le 26 février 2020 à l'occasion de la cérémonie de la pose de la première pierre du projet.

### Problèmes et enjeux
Les élections municipales en Guinée de décembre 2005 ont autorisé l'UFR, parti de l'opposition, à remporter la municipalité devant le candidat du PUP, parti du Président de la République Lansana Conté. Mais en 2011, une délégation spéciale a été mise en place menée par le RPG, parti de la mouvance supportant le nouveau président de la république Alpha Condé. L'actuel président de la délégation spéciale est Amadou Soumah.
Boffa est depuis 2007, jumelée à la ville de Marans en Charente Maritime (17).

## Boffa, ville chargée d'histoire

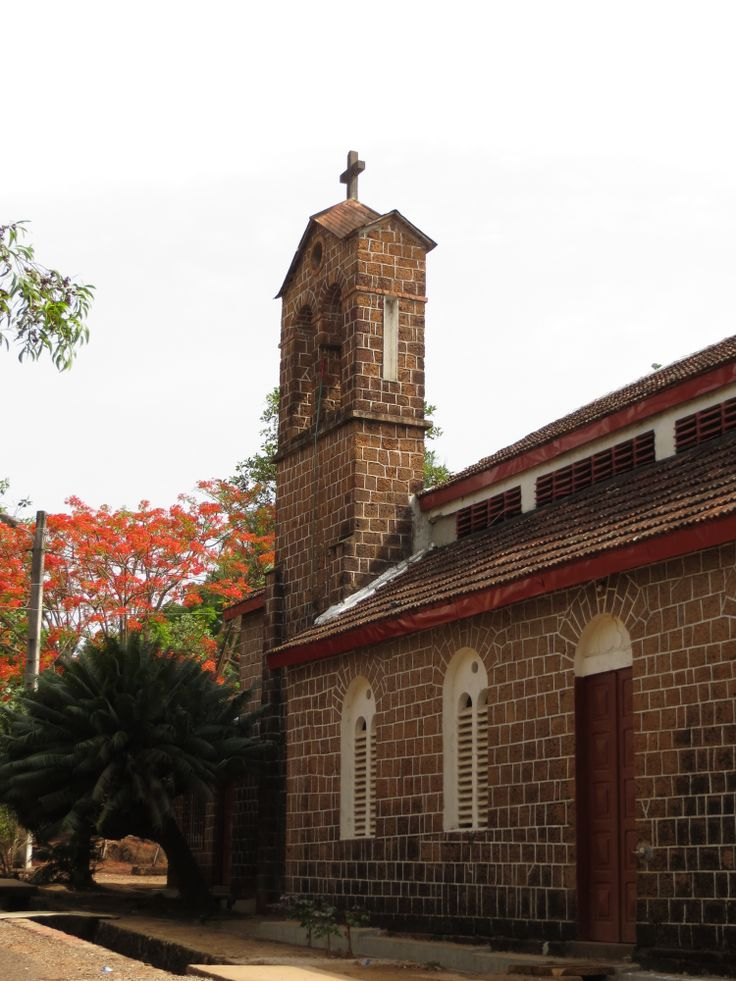
Église de Boffa.

Boffa est le lieu d'implantation de la plus ancienne église de Guinée, ce qui entraine chaque premier week-end de mai, l'organisation d'un pèlerinage rassemblant tous les catholiques de Guinée et d'ailleurs. L'année 2018 a connu plus de 25 000 visiteurs pour ce pèlerinage.
Boffa était également un lieu important pendant la traite négrière. En effet les villages de Dominia, Thia ou encore Farenghia ont été des ports capitaux dans le commerce d'esclave. Ces ports installés sur le fleuve Fatala offraient des refuges parfaits pour les bateaux des négriers avant d'entamer leurs traversées. Des vestiges de ces ports sont encore visibles à Dominia ou Farenghia.

## Personnalités nées à Boffa
- Édouard Benjamin (1941-2017), diplomate.